# Oxyde de technétium(VII)
L'oxyde de technétium(VII) est un composé chimique de formule Tc2O7. Il se présente sous la forme d'un solide jaune hygroscopique et volatil, cristallisé en aiguilles de système cristallin orthorhombique, groupe d'espace Pbca (no 61), avec les paramètres réticulaires a = 1 375,6 pm, b = 743,9 pm et c = 561,7 pm. Il est soluble dans l'eau, en donnant de l'acide pertechnétique HTcO4.
L'oxyde de technétium(VII) est l'un des rares exemples d'oxyde métallique binaire moléculaire, d'autres étant par exemple le tétroxyde de ruthénium RuO4, le tétroxyde d'osmium OsO4 et l'heptoxyde de dimanganèse Mn2O7, ce dernier étant instable.
On peut obtenir de l'oxyde de technétium(VII) par oxydation du technétium de 450 à 500 °C :
2 Tc + 7/2 O2 → Tc2O7.
Le Tc2O7 est l'anhydride de l'acide pertechnétique TcO4 et est un précurseur du pertechnétate de sodium NaTcO4 :
Tc2O7 + 2 NaOH → 2 NaTcO4 + H2O.